# EximBank
Eximbank SA è una banca import-export rumena, è stata fondata nel 1992 come società per azioni, essendo lo Stato rumeno l'azionista di maggioranza. Attualmente, la maggioranza delle azioni, vale a dire 95,3%, è gestito dal Ministero delle finanze, gli altri azionisti sono SIF Banato Crisana - 0,31%, SIF Moldova - 0,31%, SIF Transilvania - 0,31% , SIF Muntenia - 0,42% e SIF Oltenia - 3,27%.
Ha iniziato l'attività come un'agenzia di esportazione - un'istituzione che finanzia il commercio di società nazionali coinvolte in attività internazionali - EximBank ha ampliato il proprio ambito di attività in modo che la banca possa ora supportare i propri strumenti finanziari - concentrandosi su tre linee di azione: finanza, garanzia, assicurazione - qualsiasi tipo di società commerciale, che si tratti di una PMI o di una grande azienda , effettua transazioni internazionali o solo indirizzata al mercato interno.
Eximbank ha concluso 52 accordi di cooperazione internazionale. La strategia dell'istituzione per le partnership internazionali prevede l'espansione della rete di banche partner al fine di facilitare i contatti commerciali tra agenti economici rumeni e stranieri, ottenere informazioni commerciali e l'accesso a mercati meno noti al contesto economico rumeno.
Nel giugno 2006, le attività della banca ammontavano a 2,08 miliardi di ROL (583 milioni di EUR). Alla fine del 2010, il patrimonio di EximBank è salito a 3,5 miliardi di lei, quasi il 5% in più rispetto alla fine dell'anno precedente. Ha mostrato garanzie più significative, raggiungendo un massimo di 1,03 miliardi di lei, quattro volte il livello del 2008. L'esposizione totale di Eximbank è stata dopo i primi 11 mesi del 2011 quasi tre volte superiore a quella del 2008.
Utile netto nel 2010: 74,6 milioni di lei.

## Reddito
Ionu Costea, Presidente di Eximbank, è il funzionario con lo stipendio più alto nominato in un'istituzione statale nel sistema pubblico in Romania: 1,1 milioni di lei nel 2009 (solo dieci mesi). Questo equivale a un reddito mensile di 113.000 lei netti (circa 27.000 euro). Costea è stato nominato in Eximbank durante il governo PDL-PSD del 2009, essendo il cognato del leader del PSD Mircea Geoană, presidente del Senato a quel tempo.
Paul Ichim, vicepresidente di Eximbank, con Ionut Costea, ha guadagnato nel 2009 sulla base della dichiarazione di ricchezza 705.631 lei (circa 167.000 euro all'anno e 16.700 euro / mese, considerando che la dichiarazione non copre solo dieci mesi).
Liviu Voinea, membro della Eximbank CA, ha raccolto circa 4.200 euro al mese nel 2009.
Traian Halalai, presidente di EximBank, ha guadagnato 1,2 milioni di lei, equivalenti a circa 23.600 euro al mese nel 2013, secondo la sua dichiarazione di ricchezza.